# Království za koně!

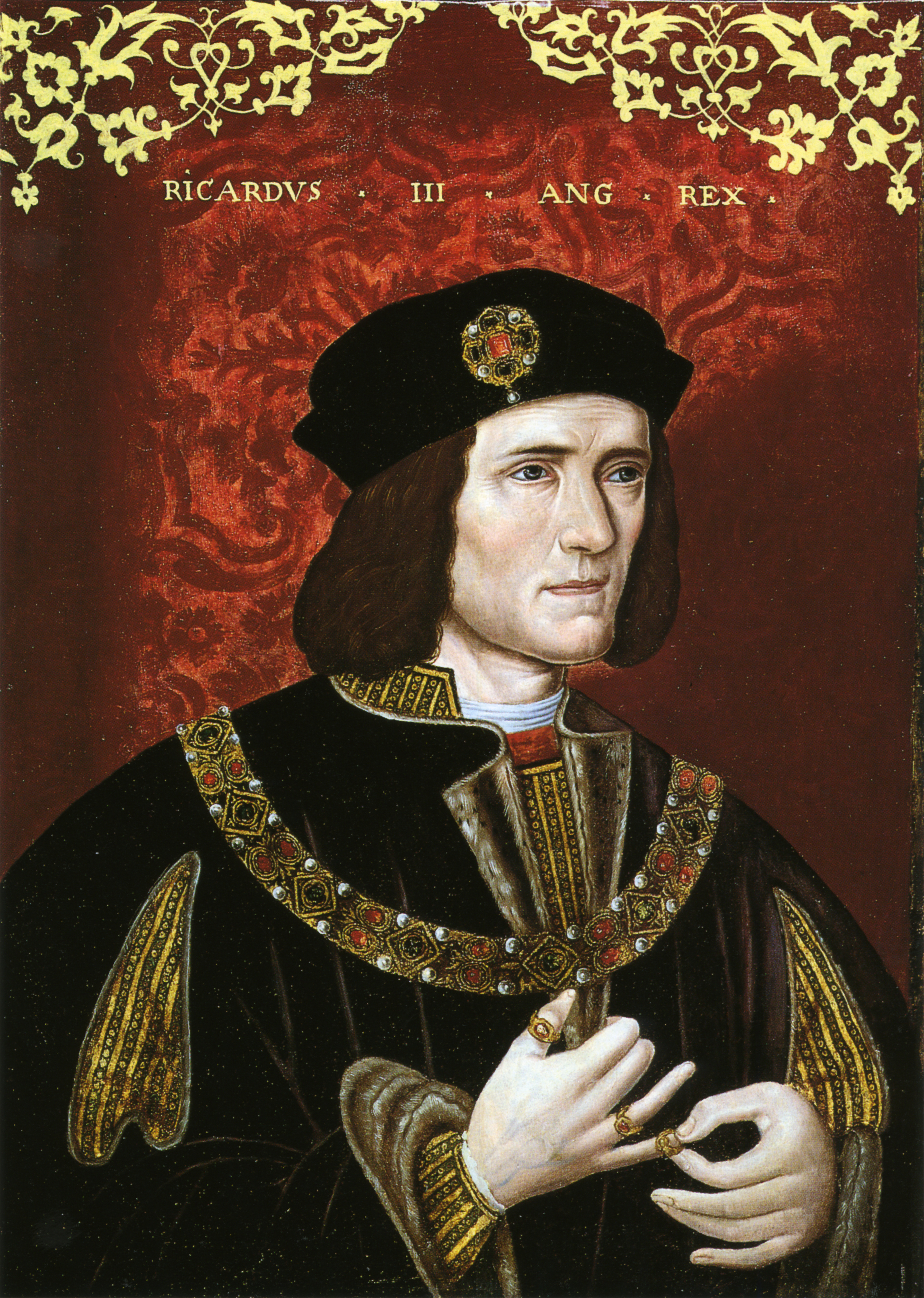
Anglický král Richard III. (žil 1452-1485)

Království za koně! je ustálené slovní spojení, které vešlo do běžné řeči jako rčení, přirovnání. Vyznačuje volání o pomoc člověka, který něco nutně potřebuje a je mnohdy ochoten slíbit i nemožné. Někdy je to slib či výkřik až skoro zoufalý.

## Bitva u Bosworthu
22. srpna 1485 se  na Bosworthském poli odehrála bitva, která měla ukončit dlouholetý boj anglických vládnoucích rodů – známou válku růží (1455–1485). Na jedné straně bojiště  stál král Richard III. v čele asi 18 tisícového vojska,[zdroj?] na druhé straně Jindřich Tudor, hrabě z Richmondu s asi 5 tisíci ozbrojenců. Bitvu rozhodla zrada: Vilém Stanley, který velel významné části královských vojsk, přešel se svými bojovníky na stranu Jindřicha Tudora. Po krátkém boji se královské oddíly rozprchly a mezi mrtvými byl nalezen Richard III.

## Legenda
Život a osud krále popisuje William Shakespeare v historickém dramatu (z roku 1593) Richard III. Shakespeare se narodil asi o sto let později, než v Anglii vládl král Richard III., a tak vycházel při psaní zřejmě z historických pramenů (Příběhu Richarda III. od Thomase Mora a díla anglického kronikáře Raphaela Holinsheda – Kronika Anglie, Skotska a Irska – vydána 1577), dalších legend a vlastní fabulace.
A zde se dozvídáme, že tehdy svoji korunu – království, sliboval pěšky utíkající anglický král Richard III. komukoliv, kdo by mu pomohl poskytnutím koně zachránit si útěkem holý život. Životů jiných si údajně nikdy nevážil – ale svůj vlastní vyvažoval  královskou korunou. Jeho zoufale slibující: „Koně! Království za koně!“ tehdy nikdo nevyslyšel.

## Skutečnost
Skutečnost byla ovšem pravděpodobně jiná. Podle vcelku hodnověrných zdrojů líčících průběh bitvy Richard III. ve skutečnosti namísto útěku zaútočil se svými nejvěrnějšími na Jindřicha a jeho osobní stráž v naději, že když jej zabije, může zradou prohranou bitvu ještě vyhrát.[zdroj?] Jeho kůň však byl zabit a on spadl mezi nepřátelské kopiníky. Teoreticky si v tu chvíli mohl přát dát království za koně, ale je velmi nepravděpodobné, že by to přání vůbec stihl vyslovit.